# Peugeot Typ 1583

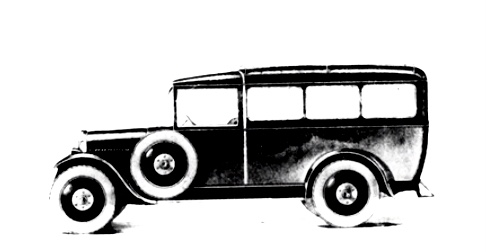
Peugeot Typ 1583 Kastenwagen

Der Peugeot Typ 1583 ist ein Automodell des französischen Automobilherstellers Peugeot, von dem von 1927 bis 1929 im Werk Paris 2550 Exemplare produziert wurden.
Die Fahrzeuge besaßen einen Vierzylinder-Viertaktmotor mit 1616 cm³ Hubraum mit 70 mm Bohrung und 105 mm Hub, der vorne angeordnet war und über Kardan die Hinterräder antrieb.
Es gab die Modelle 1583 und 1583 B. Bei einem Radstand von 292 cm und einer Spurbreite von 129,4 cm betrug die Fahrzeuglänge 435 cm, die Fahrzeugbreite 150 cm und die Fahrzeughöhe 200 cm. Die Karosserieform Lieferwagen bot Platz für zwei Personen, der Kleinbus für zehn Personen, der Zubringerwagen für sieben bis acht Personen, sowie ein zwölfsitziges Fahrzeug, oder als Krankenwagen. Der Tankinhalt betrug 40 Liter. Der Vergaser stammt von Solex. Der Wendekreis betrug lediglich 6900 mm. Das Chassis wog 840 kg, die Karosserie als Kastenwagen 500 kg, Zubehör und Anzeigen 100 kg, die erlaubte Zuladung 1200 kg. Dies alles zusammen ergibt 2640 kg für einen Kastenwagen, somit unterhalb des zulässigen Gesamtgewicht von 2700 kg.
Die für ein Peugeot-Modell der 1920er-Jahre untypische vierstellige Typenbezeichnung hat ihren Ursprung daher, dass es sich um ein Nutzfahrzeugchassis handelt.